# Perzepolis
Perzepolis (staroperz. Pārsa, perz. تخت جمشید/پارسه; Taht-e Jamshid ali Tahsti Jamshid; tudi Chehel minar), je bilo ceremonialno glavno mesto Perzijskega cesarstva v času iranske dinastije Ahemenidov. Nahaja se 70 km severovzhodno od modernega mesta Širaz v provinci Fars v Iranu. Zgodnji ostanki Perzepolisa segajo v leto 515 pr. n. št., v dobo vladavine Dareja I. Velikega, ki ga je dal zgraditi.. Kompleks Perzepolisa se nahaja na vzvišeni terasi in sestoji iz več kraljevih palač, zakladnic in spremljajočih zgradb ter dveh velikih ceremonialnih dvoran; Dvorane stotih stebrov in Apadane, ki je lahko sprejela 10.000 ljudi. Kolosalna Apadana in dvojna monumentalna stebrišča so okrašena z reliefi kot najbolj prepoznavnimi elementi perzijske arhitekture te dobe. Leta 1979 je bil Perzepolis uvrščen na seznam Unescove svetovne dediščine po kriterijih I., III. in IV.

## Etimologija
Starim Perzijcem je bilo mesto poznano kot Pārsa, kar pomeni »mesto Perzijcev«. Naziv Perzepolis je grška različica (Πέρσης πόλις) staroperzijskega imena in pomeni Pérsēs pólis ali »Perzijsko mesto«. Ruševine so poznali Sasanidi pod imenom st stwny (sto stebrov), od 13. stoletja dalje kot چهل منار Chehel minar (štirideset stebrov). V modernem perzijskem jeziku je poznan kot Parseh ali تخت جمشید, Takht-e Jamshid (Džamšidov prestol), kar kaže na mitološkega junaka Džamšida.

## Zgodovina
Prvo glavno mesto Perzijskega cesarstva iz dinastije Ahemenidov je bilo Pasargad. Okoli leta 512. pr. n. št. je kralj Darej Veliki začel z zgradnjo velikega kompleksa palač Perzepolis, ki sta ga kasneje dograjevala njegov sin Kserks I. in vnuk Artakserks I., administrativna središča Perzijskega cesarstva pa so bila v tistem času Suza, Babilon in Ekbatana. Perzepolis je imel ceremonialno vlogo glavnega mesta, v katerem se je slavilo perzijsko novo leto. Glede na to, da je bil zgrajen v gorskem okolju, Perzepolis ni bil preveč ugoden za stalno prebivanje, zato so ga uporabljali v glavnem spomladi. Leta 330. pr. n. št., v času azijskih osvajanj, je Aleksander Makedonski osvojil in uničeval mesto, zaradi česar je v Kserksovi palači izbruhnil požar, ki je uničil večino kompleksa. Zgodovinarji to dejanje opisujejo kot maščevanje Grkov v makedonski vojski za perzijsko rušenje Aten v času grško-perzijskih vojn. Od leta 316. pr. n. št. je imel Perzepolis še naprej vlogo glavnega mesta v okviru novih helenističnih kraljestev, nastalih po Aleksandrovi smrti. Od dobe dinastije Selevkidov je pomen mesta upadal, saj je v 3. stoletju bližnje mesto Istahr postalo središče Sasanidskega cesarstva.

### Gradnja
Po tem, ko je nadaljeval Kirovo gradnjo Pasargada in urejevanje Suze, se je Darej Veliki odločil za gradnjo novega glavnega mesta, kar pogosto razlagajo kot poskus, da bi Perzepolis povezovali z njegovim imenom, podobno kot Pasargad povezujejo z imenom Kira Velikega.
Novo mesto naj bi bilo imelo politično in ceremonialno vlogo, saj so v okolici mesta našli številne zapise, ki govorijo o legitimnosti vladavine Dareja Velikega. Ta je prišel na oblast tako, da je zamenjal uzurpatorja Smerdisa, ki se je predstavljal kot brat Kambiza II. Monumentalna palača in okoliški vrtovi kompleksa so zgrajeni po vzoru Kirove palače v Pasargadu. Babilonski zapisi navajajo, kako je bil Pasargad zelo aktivno urbano in gosto naseljeno središče Perzijskega cesarstva, ki je imelo odlične trgovske odnose z babilonskimi mesti. Zgodovinar Pierre Briant opisuje, kako je bila v času gradnje Perzepolisa ustavljena vsa gradnja v Pasargadu in Suzi, saj naj bi bila vsa sredstva mobilizirana za gradnjo nove metropole. Navaja tudi, kako naj bi novo glavno mesto simboliziralo »ponovno rojstvo Perzijskega cesarstva«. Darej je za lokacijo kompleksa izravnal nadvišan del doline na jugozahodni brežini gore Kuh-e Rahmat, ki je od tedaj dalje postala simbol ahemenidske dinastije. Darej je zgradil svojo palačo, Apadano, zakladnico in mestno obzidje, težko pa je določiti, kdaj je bila posamezna zgradba končana. Eden od dokazov, ki lahko nakaže kronologijo gradnje, je zapis iz leta 509 pr. n. št., ki omenja izgradnjo obzidja.
Gradnjo posameznih objektov so končali njegovi nasledniki. Primer: njegov sin Kserkses I. je dodal na severu kompleksa Vrata vseh narodov, svojo palačo Hadish, mogoče celo tripilon. Kserksov sin Artakserks I. leta 460. pr. n. št. je dodal garnizijo, svojo palačo in končal Dvorano sto stebrov. Nekateri objekti so ostali nedokončani: romarska pot in »nedokončana vrata« na severu kompleksa, ki jih pripisujejo Artakserksu III. Kasnejši so tudi zidovi v severovzhodne gore vrezanih dveh kraljevskih grobnic in ena nedokončana, ki jo pripisujejo Dareju III.
Za razliko od mnogih drugih monumentalnih zgradb antične dobe, kot sta Partenon v Grčiji ali Kolosej v Rimu, Perzepolisa niso gradili sužnji, temveč plačani delavci iz vseh dežel cesarstva: Babilonije, Karije, Jonije, Asirije, Egipta itd.
Obdobja gradnje se delijo na pet dob:
1. Darejeva doba (518. pr. n. št.–490. pr. n. št.)
- Terasa kompleksa
- Apadana (sprejemna dvorana)
- Zakladnica
- Mestno obzidje

2. Doba Dareja Velikega in Kserksesa I. (490. pr. n. št.–486. pr. n. št.)
- Tachara ali Taçara (Darejeva palača)
- Monumentalno (vzhodno) stebrišče
- Vrata vseh narodov
- Severno stebrišče

3. Doba Kserksesa I.  (486. pr. n. št. –465. pr. n. št.)
- Hadish (Kserksova palača)
- Harem
- Tripilon
- Palača D

4. Doba Artakserksa I. (465. pr. n. št.–424. pr. n. št.)
- Dvorana sto stebrov
- Artakserksova palača
- Garnizija

5. Doba Artakserksa II., Artakserksa III. in Dareja III. (424. pr. n. št–330. pr. n. št.)
- Grob Artakserksa II.
- Palača Artakserksa III.
- Dvorana 32 stebrov
- Grob Artakserksa III.
- Romarska pot
- Nedokončana vrata
- Nedokončana grobnica

### Uničenje
Geografsko zaščiten v središču Perzijskega cesarstva kompleks Perzepolisa ni imel dobre obrambe. Vznožje gore Kuh-e Ramat predstavlja slabo točko, ker je na vzhodu blag padec, ki ni primeren za obrambo, zato je bil ta del zaščiten z zidovi in stolpi. Uničenje Perzepolisa v letu 330. pr. n. št. večinoma pripisujejo Aleksandru Velikemu, kar v svojih delih navajajo antični zgodovinarji Plutarh, Diodor iz Sicilije in Kvint Kurcij Ruf. Nekatere arheološke najdbe so podkrepile njihove navedbe, nekateri novejši zgodovinarji pa temu oporekajo.
Razlogi za uničenje Perzepolisa so še naprej predmet zgodovinskih razprav. Antični zgodovinarji trdijo, da je Aleksander zažgal Perzepolis, ko je bil pijan, k temu pa naj bi ga nagovorila grška hetera (prostitutka). Baklo je vrgel v Kserksovo palačo (Hadish) in s tem maščevanjem za Kserksov požig Aten med grško-perzijskimi vojnami zadovoljil grške zaveznike. To zgodbo naj bi dokazovale tudi arheološke najdbe v Kserksovi palači in bližnjem tripilonu, ki naj bi bile bolj poškodovane kot ostali kompleks.
Moderni zgodovinarji požig Perzepolisa pripisujejo Aleksandrovi želji, da bi na simboličen način pokazal konec perzijske dominacije v regiji. Starodavni spisi iz helenistične dobe navajajo, da se je Aleksander Veliki kasneje kesal in menil, da je bilo to slab političen primer.

### Prvi obiski ruševin
Ruševine so poznali Sasanidi pod imenom »st stwny« (sto stebrov), od 13. stoletja pa kot Chehel minar (štirideset stebrov). Današnje ime Takht-e Jamshid  (Džamšidov prestol) kaže na mitološkega junaka Džamšida. Lokacija je postala zanimiva za mnoge obiske zahodnjakov med 13. in 18. stoletjem: 
- Leta  1318 je misijonar Sv. Odorik iz Pordenoneja na poti proti Kitajski obiskal Chehel minar, ne da bi stopil na ruševine. To smatrajo za prvi evropski obisk Perzepolisa.
- Stoletje in pol kasneje je še en popotnik iz Mljeta (Giosafat Barbaro) obiskal ostanke Perzepolisa.
- Portugalski misijonar Antonio de Gouvea je obiskal ruševine leta 1602 in v svojih zapisih opisal klinopis in »živali s človeškimi glavami«.
- Španski veleposlanik Don Garcia de Silva y Figueroa pri perzijskrm šahu Abasu I. je opisal ruševine v pismu iz leta 1619 in na osnovi grških besedil pojasnil zvezo med Perzepolisom in Chehel minar.
- Med letoma 1615 in 1626 je Rimljan Pietro Della Valle obiskal mnoge vzhodne dežele in prepisoval klinopis, ki so ga kasneje dešifrirali.
- Angleža Anglais Dodmore Cotton in Sir Thomas Herbert sta od leta 1628 do 1629 potovala po vzhodu s ciljem dešifriranja starodavnih pisav.
- Med letoma 1664 in 1667 sta Perzepolis obiskala Francoza Jean Thévenot in Jean Chardin. Thévenot je v svojem delu »Voyage au Levant« (Potovanje po Levantu) napačno sklepal, da so ruševine premajhne, da bi služile kot palača perzijskim kraljem, Chardin pa je jasno identificiral objekte v kompleksu.
- Leta 1694 je Italijan Giovanni Francesco Gemelli-Carreri izmeril in zabeležil vse dimenzije ruševin in proučeval starodavne napise.
- Nizozemec Cornelis de Bruijn je leta 1704 obiskal in raziskoval ruševine Perzepolisa; leta 1711 je objavil knjigo Reizen over Moskovie, door Persie en Indie, leta 1718 pa Voyages de Corneille le Brun par la Moscovie, en Perse, et aux Indes Occidentales.

### Arheološke ekspedicije
V 19. in 20. stoletju je naraščalo število znanstvenih odprav v Perzepolis:
- Sredi 1820-ih britanski veleposlanik John Macdonald Kinneir delno izkopava palačo Artakserksa I. - prvo sfingo.
- Leta 1840 in 1841 se slikar Eugene Flandin in arhitekt Pascal Coste pridružita veleposlaništvu Francije in večkrat obiščeta ruševine u Perziji, tudi Perzepolis.
- Prve raziskave so bile izvedene leta 1878, ko je Motamed-Od Dowleh Farhad Mirza, guverner province Fars, odkopaval Dvorano sto stebrov.
- Kmalu zatem, Francoza Charles Chipiez in Georges Perrot izvajata veliko raziskovanje lokacije. Temeljito proučita arhitekture odkopanih ruševin in odpadkov, Chipiez začne delati prve poznane rekonstrukcije palač in spomenikov iz ahemendiske dobe.
- Nemški učenjak Franz Stolze raziskuje arheološke lokalitete v provinci Fars in objavi rezultate leta 1882.
- Dva francoska arheologa, Jane in Marcel Dieulafoy izvedeta dve arheološki misiji v Perziji (1881-1882 in 1884-1886). Prva sta obiskala lokacije in v Evropo prinesla fotografije Perzepolisa ter mnogo arheoloških predmetov.
- Od leta 1931 do 1939 sta izkopavanja vodila Nemca Ernst Herzfeld in Frederich Erich Schmidt, poslal ju je Orientalni institut univerze v Chicagu.
- Tekom 1940-ih, Francoz Andre Godard in Iranec A. Sami nadaljujeta izkopavanja s pooblastilom Iranskega arheološkega zavoda (MRS).
- Kasnejše raziskave je opravil Iranski arheološki inštitut pod vodstvom Alija Tajvidija. V sodelovanju z italijanskim raziskovalcem Giuseppe Ann Britt Tilia iz Italijanskega inštituta za Orient odkrijejo dve novi palači, ki sta bili kasneje pripisani Achaemenidskima vladarjema Artakserksu I. in Artakserksu III.

Vsi objekti Perzepolisa še danes niso odkriti in določeni. Nekatere od teh so ruševine pri Hadishu in Taçari, katerih poreklo še ni določeno.

### Moderna doba
Leta 1971 je pred kompleksom Perzepolisa potekala razkošna parada v sklopu praznovanja 2500 letnice monarhije v Iranu, ki jo je priredil zadnji iranski šah Mohamed Reza Pahlavi. Na ceremoniji je sodelovalo več kot 200 državnikov iz celega sveta, tudi jugoslovanski predsednik Josip Broz Tito s soprogo Jovanko. Proslava naj bi bila šahov poskus da opraviči legitimnost svoje oblasti po tem, ko je leta 1953 prišel na oblast z državnim udarom. Stroški proslave so se gibali med 22 in 200 milijoni ameriških dolarjev in financirali na račun drugih projektov socialnega značaja, zaradi česar so izbruhnili neredi po celem Iranu in ki jih je šah brutalno zadušil. Nova arheološka raziskovanja so pokazala kako je ta ceremonija poškodovala ostanke kanalov in vrtov v okolici Perzepolisa.
Danes Perzepolis sodi v občutljivi okoliš, ki ga lahko ogrozi vsaka človeška aktivnost. Lokacija ni direktno ogrožena od izpušnih plinov, saj se vejča urbana mesta, kot Širaz, nahajajo na oddaljenosti 70 km, obstoja pa nevarnost od uporabe kemikalij v poljedelstvu v dolini ob dnu kompleksa. Program za zaščito lokacije zaradi erozije je omejil število obiskovalcev, nad občutljivimi zgradbami, kot je vzhodno stebrišče Apadane so postavli nadstrešek zaradi zaščite od atmosferilij. Veliko skrb za usodo Perzepolisa so pokazali mnogi strokovnjaki zaradi gradnje jezu Sivand nedaleč od Pasargada, ki se nahaja 43 km od Perzepolisa. Čeprav strokovnjaki trdijo, da nivo vode ne bo poškodoval arheološkega najdišča, so arheologi zaskrbljeni tudi zaradi povečanja vlažnosti zaradi umetnega jezera. Ministri energetike trdijo da se temu lahko izognejo s kontroliranjem nivoja jezera. Izgradnja jezu se je začela 19. aprila 2007. Razen jezu strah povzroča tudi gradnja železniške proge nekoliko kilometrov od Perzepolisa in Nakš-e Rustama, za kar nekateri menijo, da bodo vibracije poškodovale nahajališče. Zaradi bogatih arheoloških nahajališč in velikega razvoja prometne mreže, neredko prihaja do konfliktov med iranskim ministrstvom kulturne dediščine in prometa.
Perzepolis je bil leta 1979 uvrščen na seznam Svetovne dediščine pri UNESCO-u po kriterijih 1., 3. in 4., zato na kompleksu niso dovoljene nikakršne modifikacije.

## Lokacija
Perzepolis leži v bližini majhne reke Pulwar, ki se izliva v reko Kuroush. Lokacija obsega 125.000 kvadratnih metrov terase, deloma umetno izdelane, deloma izrezane iz gore Kuh- e Rahmet (Gora usmiljenja) na katero se naslanja na vzhodni strani. Druge tri stranice so oblikovane iz zidov, ki se razlikujejo po višini glede na naklon tal. Od 5 do 13 metrov na zahodni strani, od tam se rahlo dvigajo. Da so ustvarili ravno teraso so morali depresije napolniti z zemljo in težkimi skalami, ki so jih povezali s kovinskimi sponkami.
Okoli leta 519 pr. n. št. se je začela gradnja širokega stopnišča. Stopnišče je bilo načrtovano kot glavni vhod na teraso, ki je 20 metrov nad tlemi. Dvojno stopnišče, znano kot Perzepolitansko stopnišče, je bilo zgrajeno simetrično glede na zahodni Veliki zid. Sestavlja ga 111 stopnic, širokih 6,9 m s tekalno površino 31 cm in višino 10 cm. Na vrhu stopnišča je manjše dvorišče na severovzhodni strani terase, nasproti Vrat narodov.
Sivi apnenec je bil glavni gradbeni material uporabljen v Perzepolisu. Potem ko je bil naravni kamen zravnan in depresije zapolnjene, je bila terasa pripravljena. Za odplake so skozi skalo izkopali večje predore (cevi). Velik rezervoar za sanitarno vodo je bil vklesan na vzhodnem vznožju gore. Profesor Olmstead ocenjuje, da je bila cisterna zgrajena hkrati, ko se je začela gradnja stolpov.

## Umetnost

### Arhitektura
V zgodnji dobi perzijska plemena niso imela enotnega arhitektonskega sloga, saj so bila polnomadski narod kmetov in jahačev. Po tem ko je Kir Veliki leta  550. pr. n. št. osnoval Ahemenidsko Perzijsko cesarstvo, so po vsem ozemlju vzniknile mnoge monumentalne zgradbe. V začetku ahemenidska arhitektura temelji na elementih pokorjenih narodov, a se hitro razvije avtohtoni slog. Prvo perzijsko mesto Pasargad še kaže neke nomadske vplive, kjer so objekti razpršeni v ogromnem parku, petdeset let kasneje pa se začne graditi Perzepolis, ki bo postal simbol racionalizacije in ravnotežja v perzijski arhitekturi. Načrt kompleksa je strogo ortogonalen, število stebrov v dvoranah je postavljeno v merilu 1:1 ali 1:2, razpored objektov je na zaščiteni terasi. Terase z dvojnimi kolonadami na Apadani se sekajo na vogalih, ki postanejo stolpi, kar je bila velika funkcionalna in estetska inovacija. Kompleks je dostopen skozi dva velika portala, skozi katera teče ves promet.
Uspeh teh izvirnih del temelji na več elementih, ki združujejo arhitekturo podjarmljenih narodov. Perzijski elementi niso hibrid temveč fuzija stilov, ki ustvari novega. Izhaja iz strokovnega znanja arhitektov in delavcev iz vsega imperija, zato je perzijska arhitektura utilitaristična, ritualna in simbolna. Perzepolis je poln elementov, ki pričajo o njihovih različnih virih.
Egipčanski elementi so prepoznavni na vrhu vencev in portalov, mezopotamski pri povezovanju dveh palač, kjer ima ena zaseben in druga javni namen. Rozete in rastlinski reliefi na stopniščih, skupaj z nazobčanim obzidjem in zidovi spominjajo na arhitekturo Zigurat, ki je v starejši dobi vzniknila v Mezopotamiji in Elamu. Glazure reliefov imajo babilonski vpliv, medtem ko so ljudje - krilati biki na portalih - posledica asirskega stila. Po vključitvi Jonije v Perzijski imperij, perzijska arhitektura močno vpliva na grški in jonski stil in obratno. Ti vplivi so še posebej vidni v Dvorani s stebri (hipostila). Lidijski in jonski arhitekti so sodelovali pri delu v Pasargadu, in kasneje v Perzepolisu in Susi, kar dokazujejo grafiti v grščini, v kamnolomu v bližini Perzepolisa in zapis iz Suze. Spiralni elementi (volute) s perzijskih kapitelov so kasneje postali glavna značilnost grške arhitekture jonskega stila. Perzepolis je kasneje močno vplival na Artemidin tempelj v Efezu, eno od sedmih čudes antičnega sveta.
Načelo notranjosti, kjer dvorana s stebri predstavlja jedro palače, je bila prisotna na Bližnjem vzhodu še pred dobo Perzijskega imperija. Vendar je prefinjenost perzijske tehnologije, ki je vidna na višini in razponu stebrov, povzročila veliko prostornost in uporabnost dvoran, za razliko od podobnih hipostilov v Grčiji in Egiptu, katerih stebri so bili čokati, razponi majhni in prostori zaprti.
Konstruktivni sistemi v Perzepolisu so sestavljeni izključno iz stebrov in tramov, medtem ko ni sledov o lokih, obokih in kupolah. Večina stebrov narejenih iz lesa je izginilo, ohranile so se kamnite baze. V dvorani, kjer so bile višine previsoke za uporabo lesenih stebrov, so ti zgrajeni iz masivnih kamnitih blokov. Kamniti stebri, ki so preživeli, so zelo heterogenega sloga in kažejo vplive različnih civilizacij. Baza stebra ima hetitski vpliv, medtem ko je razmerje med višino in premerom debla skoraj identičen stebrom jonskega sloga. Ogromni kapiteli predstavljajo skoraj tretino celotne višine stebra, kar je značilnost egiptovskih stebrov s kapiteli lotosa. Skulpturalni kapiteli z liki živali so se verjetno zgledovali po asirski arhitekturi, vendar predstavljajo izvirno perzijski slog.
Kot večina ahemenidskih palač, je imel Perzepolis zidove zgrajene iz opeke, kar se zdi morda nenavadno na območju, kjer je kamen na voljo v velikih količinah. To je skupna značilnost vseh narodov na vzhodu, da se kamen uporablja predvsem za mestna obzidja. Danes so večinoma ohranjeni temelji zidov in veliki kamniti stebri in portali.
Čeprav je gradnja potekala skoraj dve stoletji, Perzepolis kot celota kaže edinstven slog, ki je značilen za achaemenidsko umetnost. Pozni achaemenidski vladarji niso bistveno odstopali od umetnosti in tehnike, ki jo je Kir Veliki začel v Pasargadi ali nadaljeval Darej Veliki v Perzepolisu. Le zadnji izmed kraljevih grobnic Artakserksa II. in Artakserksa III. se razlikujeta od tistih v Naksi- e Rustamu v tem, da nista vklesani v navpični skali v goro, temveč sta na pobočju, vsebujejo pa na sprednji strani enake elemente kot Darejeva grobnica.

### Kiparstvo
Najbolj znani kipi iz ahemenidskega obdobja so samo v Perzepolisu. Številni reliefi krasijo stopniščne plošče pred kraljevo palačo in notranjost dvoran. Predpostavljajo, da so se uporabljali tudi za okraševanje sob s stebri. Za perzijske skulpture so našli navdih v Egiptu, Grčiji in Asiriji in je zanje značilna visoka natančnost in podrobno načrtovanje. Tipologija kiparskih oblik je značilna za orientalske umetnosti; vsi liki so predstavljeni v profilu. Reliefi upodabljajo najpogosteje perzijskega kralja in vojake, pa tudi bike, leve in grifone; živali so zelo stilizirane, brez variacij. Poleg reliefa, zgodovinarji, kot sta Herodot in Plutarh omenjajo Kserksov kip v Perzepolisu in kip Darejeve žene Artistone v Suzi. Nekatere skulpture so povsem realistične, kot na primer pes (mastif), ki se nahaja na vogalu Apadane.

### Slikarstvo
Območja, kjer so uporabljali barve je težko določiti, glede na to da je pigment skoraj popolnoma izginil. Čas, tanke plasti barve in razgradnja organskih pigmentov, so glavni razlogi za izginotje. Vendar pa lahko dokaze o uporabi barv najdemo v sledovih okoli palače iz katerih je razvidno, kako je bil Perzepolis bogat z barvami. Našli so tudi veliko posod, ki so sodeč po notranjih pigmentih, služile za shranjevanje barv. Barve so uporabljali na vseh arhitekturnih elementih: stenah, reliefih, stebrih, vratih, tleh, stopnicah, kipih, itd. Opeka je bila glazirana, rdeča oker barva se je uporabljala na tleh iz apnenca ali sivo-zelenega mavca, stebri so bili pobarvani v različnih barvah, kot tudi zunanjost palače. Sledove rdeče barve so našli tudi na kipu Darejeve žene Artistone, ki ga zdaj hranijo v Iranskem narodnem muzeju v Teheranu. Velika paleta najdenih barv kaže o bogatem polikromatskem izvoru. Govori se tudi o uporabi rastlinskih pigmentov, vendar se, zaradi razkroja takih organskih barvil, na žalost niso ohranili.

## Tehnologija
Kompleks v Perzepolisu vsebuje številne inovativne elemente s področja gradbeništva. Nedavne študije konstruktivne tehnologije v sosednjem Pasargadu, ki je le 43 km oddaljen in zgrajen le tri desetletja pred Perzepolisom so pokazale, da so perzijski inženirji zgradili kompleks, ki lahko zdrži močne potrese celo do 7 stopnje po Richterjevi lestvici. Temelji objektov v Perzepolisu in Pasargadu so bili zgrajeni s tehnologijo izolirane osnove temelja, ki se zdaj uporablja pri gradnji sodobnih občutljivih zgradb, kot so jedrske elektrarne, zaradi zaščite pred potresi.
Pomemben prispevek h gradnji predstavlja tudi uporaba konstruktivnih vezi (sponk) med kamnitimi bloki, ki so izdelane iz kovine. Takšen konstruktivni sistem, skupaj z izolirano bazo temeljev, je ustvaril predpogoj za gradnjo veliko večjih in tanjših konstruktivnih elementov, ki so svoj vrhunec doživeli v Apadani, kjer so stebri visoki tudi 20 metrov, kar jih dela najvišje in glede na višino, najtanjše stebre antične arhitekture, medtem ko so osni razponi stebrov 8,65 m tudi večji od katerekoli zgradbe iz tistega časa. Za primerjavo: Artemidin tempelj v Efezu, ki so ga Grki uvrstili med sedem čudes sveta, je imel veliko manjši razpon 5,9 m, medtem ko so bili stebri 1,5 m krajši od tistih iz Apadane v Perzepolisu.
Pomemben prispevek perzijskih inženirjev je bil realiziranih na področju oskrbe z vodo s tako imenovanimi kanati, ki so jih gradbeniki izvrtali globoko v gorah, da bi z njihovo pomočjo pridobili in obdržali svežo vodo. Zahvaljujoč takemu sistemu oskrbe z vodo in umetnosti nadzorovanja tlaka, so v Perzepolisu zgradili sofisticiran sistem oskrbe z vodo, ravnanje z odplakami in drenažne cevovode. Omrežje cevovodov je bilo vgrajeno pred gradnjo temeljev, kar predstavlja prvi tovrstni primer v zgodovini.

## Opis kompleksa

### Terasa
Kompleks palač v Perzepolisu je zgrajen na terasi, ki meri 450 x 300 m, je 14 m visoka s štirimi stopnjami po 2 metra. Vhod vodi do ravni rezervirane za delegacije, medtem ko so plemiči raven višje. Najnižja raven je bila namenjena storitvam za stranke in upravo. Kraljeva raven je najvišja in je vidna prek celotnega kompleksa. Material za gradnjo je bil predvsem siv apnenec. Tloris objekta je strogo pravokoten in sledi strogo organizaciji hipodamusa.
Na vzhodni strani terase je Kuh- e Rahmat (Gora milosti), v čigar ogromne stene so vklesane kraljevske grobnice, ki dominirajo nad pokrajino. Na ostalih treh straneh je mestno obzidje, katerega višina je od 5 do 14 metrov. Zidovi so zgrajeni iz velikih kamnitih blokov brez malte, ki mu zagotavljajo stabilnost kovinske sponke; perzijska inovacija prvič uporabljena v Pasargadu. Zahodna stranica je glavni dostop do kompleksa v obliki monumentalnega stopnišča.
Niveliranje temeljev so zagotovili tako, da so izpolnili luknje s prstjo in kamenjem. V prvi pripravljalni fazi gradnje je bila postavljena zapletena mreža kanalov in cevi za odvajanje in oskrbo z vodo, včasih vklesana v skalo. Kamniti bloki so bili prerezani s pomočjo posebnega rudarskega orodja, ki je omogočalo drobljenje kamenja, medtem ko so bloki povezani s pomočjo lesenih tramov. Na južni fasadi so našli zapise v klinopisu treh jezikih. Besedilo v Elamitskem jeziku je podobno zapisom iz Suze in pravi:
»Jaz, kralj DarejVeliki, kralj kraljev, kralj na zemlji, sin Histapa Ahemenidskega, sem zgradil trdnjavo po milosti Ahura Mazda. Naj Ahura Mazda varuje mene in to trdnjavo, ki sem jo zgradil.« 
Ta napis se nahaja tik pred vhodom v kompleks, pred monumentalnim stopniščem in Vrati vseh narodov. Konfiguracija terase kaže, da je projektirana za obrambo v primeru morebitnega napada in je kompleks zavarovan z zidovi in stolpi, ki so na vzhodni strani podvojeni. Vogali zidov so zgrajeni tako, da so zagotavljali stražarjem maksimalno preglednost na zunanje področje.
Na terasi se nahaja impresivno število ogromnih poslopij, zgrajenih iz sivega apnenca iz okoliških hribov. Te objekte karakterizira pogosta uporaba stebrišč, od katerih jih je nekaj preživelo do danes. Tlorisi so značilni hipostili (dvorane s stebri), ne glede na njihovo velikost. Zgradbe imajo 99 sob, ki se nahajajo na 100, 36 ali 16 stebrov, razporejenih v različnih razmerjih (20x5 v zakladnici, 10x10 v Dvorani stotih stebrov, itd.) Nekatere zgradbe očitno niso bile dokončane; v bližini kompleksa so našli star antični gradbeni odpad. Fragmenti posod, ki so bile uporabljene za shranjevanje barv so po naključju odkrili leta 2005 pri Apadani, kar potrjuje prejšnje predpostavke, da so se za okrasitev palače uporabljale barve.

### Glavno stopnišče
Pristop na teraso se nahaja na zahodnem delu in predstavlja simetrično monumentalno stopnišče, ki se na spodnjem koncu razhaja, na zgornjem pa združuje. Ta pristop je dodal Kserkses I., da bi zamenjal originalni južni pristop. To novo stopnišče je tako postalo edini pristop na kompleks. Verjetno so obstajali tudi pomožni pristopi predvsem na vzhodni strani, kjer je višina nižja glede na teren. Glavno stopnišče je zgrajeno iz kamnitih blokov povezanih s kovinskimi sponkami in ga sestavlja 111 stopnic višine 10 cm in globine 31 cm, samo stopnišče je široko 6,9 m. Nizek naklon stopnišča je omogočal lahek dostop tudi konjenikom, saj so bile posamezne stopnice tudi po pet korakov globoke. Stopnišče je bilo zaprto z visokimi lesenimi vrati, katerih zglobi so bili v podnožju vrezani v teren. Na vrhu stopnišča se pride na majhno dvorišče pred Vrati vseh narodov.

### Vrata vseh narodov
Vrata vseh narodov ali Kserksova vrata je portal z malo dvorano, zgrajena leta 475 pr. n. št. v času vladavine Kserksesa I., Darejevega sina. Na zhodnem portalu se na obeh straneh nahajata dve kolosalni skulpturi bika višine 5,5 m in predstavlja element inspiriran od asirske arhitekture. Skozi portal se pride do srednje dvorane velikosti 24,7 m², obkrožene z marmornimi klopmi. Strop dvorane je bil podprt s štirimi stebri višine 28,3 m, stiliziranimi v obliki palme in palminega listja. V portalni dvorani sta dva izhoda: južni, ki vodi do Apanade in vzhodni, ki se odpira proti romarski poti. Prehod čuvajo veliki kipi v podobi krilatih ljudi-bikov (lammasus). Isti elementi se nahajajo tudi na kapitelih stebrov v tripilonu. Tukaj so tudi ostanki stopal na podnožju nedokončanih vrat. Vsi navedeni izhodi v dvorani so bili zaprti z lesenimi dvokrilnimi vrati z zglobi vrezanimi v tla in okrašenimi s plemenitimi kovinami.
Napisi v klinopisu so vklesani iznad zahodnih skulptur bikov in vsebujejo tekst v treh jezikih: staroperzijskem, babilonskem in elamskem. Tekst govori:
»Ahura Mazda je velik Bog, ki je ustvaril to zemljo, ki je ustvaril nebo, ki je ustvaril človeka, človeka ki ima srečo da mu je Kserkses kralj, kralj vseh kraljev«. »Jaz sem Kserkses, veliki kralj, kralj kraljev, kralj ljudi različnega porekla, kralj velike države, sin kralja Dareja Ahemenidskega«. Kralj Kserkses pravi: »S pomočjo Ahura Mazde, sem naredil Vrata vseh narodov in zgradil mnogo dobrega v Perziji, kar je naredil tidi moj oče. Vse dobro kar smo naredili, smo naredili d pomočjo Ahura Mazde«. Kralj Kserkses pravi: »Ahura Mazda ščiti mene in moje cesarstvo, ker delam isto kot je delal moj oče, ki ga je štitia Ahura Mazda«.
Isti napis se nahaja tudi nad lammasusom.

### Romarska pot in nedokončana vrata
Od zahoda proti vzhodu vzdolž severne strani terase oziroma od Vrat vseh narodov teče romarska pot, ki vodi proti podobni zgradbi imenovani Nedokončana vrata, ker ni bila dokončana v času do Aleksandrovega osvajanja in uničenja Perzepolisa. Ta portal obsega štiri stebre, identične tistim iz dvorane na zahodu. Nedokončana vrata vodijo do dvorišča, ki se odpira proti Dvorani stotih tebrov. Dvojni zid omejuje romarsko pot z obeh strani in ustvarja zasebnost Apadane in kraljeve palače. Do danes so ohranjeni samo spodnji deli zidov. Verjamejo, da je bila originalna višina enaka kot lammasusa. To je mogoče potrditi z dvema najdenima figurama v obliki orlovskih glav, ki sta montirani na steber kot da sta namenjeni za dograditev.
- Romarska pot proti zahodu
- Monumentalni portal z grifoni
- „Nedokončana vrata“ z juga.
- Ruševine Apadane

### Palača Apadana (dvorana za sprejeme)
Palačo Apadano (koren za sodobno ime ایوان ayvān) je dal zgraditi Darej Veliki v začetku leta 515 pr. n. št., v skladu z zapisi, iz zlata in srebra postavljeno na temeljne kamne. Zapisi vsebujejo Darejevo ime in podatke o državah, ki so mu pripadale. Gradnja Apadane je trajala še po njegovi smrti (486 pr. n. št.), dokončal jo je Kserkses I.. Apadana je dvorana s 36 kolosalnimi stebri visokimi 20 m in so glede na premer najvišji v antičnem svetu, z razpetino 8,9 m pa prav tako večji od vseh te dobe. Zaradi teh elementov je Apadana najkompleksnejša zgradba v Perzepolisu. Nahaja se na zahodnem delu terase na visokem nivoju. Pristop je možen preko monumentalnega simetričnega stopnišče.
Začetni tloris je bil zelo enostaven, kasneje pa, ko so bila zgrajena Vrata vseh narodov, je bilo dograjeno severno stebrišče. Palača je kvadratne notranje oblike 60,5 x 60,5 m v njej se nahaja 36 stebrov v rastru 6 x 6 m. Na severni, vzhodni in zahodni strani so vhodi z dvojnimi kolonadami šestih stebrov. Na južnem delu so manjše sobe, ki so Dareju služile za osebne prostore in se povezovale s Taçaro. Na vogalih Apadane so bili štirje kvadratni stolpi.. Od skupaj 72 stebrov v Apadani jih danes stoji 13. Perzijski stebri so podobni starogrškim v jonskem stilu (podobnost s stebri Herinega templja na Samosu).
Strop so sestavljali sekundarni nosilci, ki so se naslanjali na kapitele stebrov okrašeni z biki in levi, ter glavni nosilci položeni pravokotno na sekundarne. Streha ravnega stropa je gledala okoli 1 m izven kolonad. Kapiteli stebrov so bili oblikovani v obliki simetričnih rogatih bikov, ki so poleg dekoracije služili za stabilizacijo nosilcev, na kar kaže konstruktivni utor. Streha je bila ravna, zgrajena iz več slojev malte (blata). Nosilci so bili hrastovi ali ebenovinasti, uporabljali so tudi cedrovino kupljeno pri Feničanih (danes Libanon). Z uporabo takih materialov so dosegali razpone do 8,9 m, a razmerje razpona in stebra je bil 1 proti 3,6. (zaradi primerjave: v templju v Karnaku v Egiptu je razmerje 1 proti 1,2).
Dvorana je bila bogato poslikana o čemer pričajo ostanki barve ob vznožju stebrov, zidov in relefih. V grlu izrezljanega leva so našli rdečo barvo. Tla so bila iz malte obložena s keramičnimi ploščicami, zidovi so bil okrašeni z zlatimi elementi in mnogimi slikami levov, bikov, cvetja in rastlin. Lesena vrata so bila okrašena z zlatimi reliefi, slonovino in drugimi plemenitimi kovinami. Skulpture bikov so uporabili za kapitele na severnem portalu, na drugih vratih so skulpture drugih živali.
Arheolog David Strinach trdi, da je imela Apadana dve funkciji. S svojimi dimenzijami je lahko sprejela 10.000 ljudi, ki so prihajali na kraljeve sprejeme. Po drugi strani je višina omogočala kralju, da ceremonial spremlja z višine. Izkopavanja mesta Suza so pokazala, kako sta si zgradbi podobni: imajo stebrišča, prestol, raster stebrov in klet. Obe zgradbi sta imeli tudi poseben zasebni kraljev del.
Ko je Aleksander Makedonski požgal Perzepolis, se je strop Apadane zrušil, njegovi ostanki so prekrivali tla skoraj 2100 let. Med Apadano in Dvorano stotih stebrov so našli masivno glavo leva, za katerga menijo, da je bil del vzhodnega portala. Na osnovi ostankov je bila narejena replika tega portala, ki ga hranijo v muzeju in ki daje občutek o veličastja palače.

### Vzhodno stopnišče
Ne glede na to, da je bil strop Apadane porušen, je monumentalno stopnišče dobro ohranjeno. Razdeljeno je na tri panele in trikotnik pod stopnicami. Severni panel prikazuje sprejem Medijcev in Perzijcev, južni delegacije iz raznih držav Perzijskega cesarstva. Stopnišče vsebuje več simbolov plodnosti (cvetje, drevje, semena), ki krasijo trikotnike. Bori in palme simbolizirajo kraljeve vrtove. Reliefi nosijo napise o gradnji palače in zahvali Ahura Mazdi. Liki so prikazani zelo podrobno; vidi se noša, brade, skodrani lasje, živali in drugo. Po proučevanju nedokončanih scen so lahko ugotovili, da so se umetniki strogo držali navodil kraljevih svetovalcev. Reliefi so bili izvorno pobarvani, kar se vidi iz sledov pigmentov.
Klesanje kamna je bil moto perzijskega oblikovanja in se zelo razlikuje od tistega v Asiriji, kjer so se reliefi uporabljali kot okras v notranjosti. Perzijsko oblikovanje je imelo znaten vpliv na kasnejši jonski stil.
Trikotniki so izpolnjeni z reliefi, ki prikazujejo perzijsko novo leto, na njih lev požira bika. Poletni ekvinokcij prikazujejo elementi neba, kjer je ozvezdnje leva na višku, ozvezdnje bika pa na južnem horizontu. Perzijsko novo leto (Novruz) je označevalo začetek poljedelskih opravil. Srednji panel ima religiozni značaj in prikazuje Ahura Mazdo, ki ga čuvata dva grifona s človeškimi glavami in štirje medijski in perzijski čuvaji. Perzijsci imajo v levi roki značilen ščit v desnici pa kopje, Medijci pa nosijo kratke plašče, hlače in okrogle kape izpod katerih silijo kodrasti lasje, včasih z repom.
Severni panel je razdeljen na tri dele in prikazuje parado sprejema v čast novega leta. Od sredine proti severu so perzijski nesmrtniki (elitna garda), sledi kraljeva procesija. Kraljevi stol držita bambusa, sam stol je izdelan iz izrezljanega lesa z živalskimi nogami. V nadaljevanju procesije so medijski šef kraljevega hleva in konji izdelani z vsemi detajli. Procesija se konča z dvema vozovoma, ki jih upravljajo Elamiti. Skupaj je dvanajst voz s konji, ki simbolizirajo 12 mesecev v letu. Spodnji in srednji pas reliefa kaže nesmrtnike, ki jim sledijo plemiči. Nosijo razne posode, cvetje in semena žitaric, ki simbolizirajo plodnost. Natančen prikaz njihovih oblačil kaže njihovo funkcijo ali status. Nekateri se smejejo, se pogovarjajo in so sproščeni. Nekateri se držijo za roke kar simbolizira enotnost. Na pokončnem delu panela ob stopnicah so reliefi oboroženih vojakov s kopji, lokom in puščicami.

### Severno stopnišče
Severno stopnišče je dodal Kserkses I. da bi olajšal dostop do Vrat vseh narodov in Apadane. Na reliefih se nahajajo podobni motivi kot na vzhodnem stopnišču ampak so slabše ohranjeni. Glavna plošča je prikazovala Dareja Velikega, Kserksesa in njihove delavce kot ganzabara (upravitelja zakladnice) in quiliarca (poveljnika straže). Kasneje je bila prestavljena v zakladnico in nadomeščena z drugo, ki prikazuje osem stražarjev. Trojezičen napis na stopnišču ne omenja imena zgradbe.

### Taçara
Taçara ali Darejeva palača se nahaja južno od Apadane in se imenuje Taçara glede na napis na enem od stebrov na južnem portalu.
Palača ima dostop samo z juga, s severne strani pa dobro zaščitena, saj gre za stanovanjsko zgradbo. Gradnjo je po Darejevi smrti dokončal Kserkses I. Originalnemu dostopu (dvojno stopnišče), stoletje in pol kasneje kralj Artaksekses III. doda še jugozahodno stopnišče in ustvari simetrijo. Na reliefih se po obleki vojakov vidi nova moda, to pa naj bi tudi dokazovalo, da gre za nadgradnjo.
Na južni strani stopnišča se nahaja simbol Novruza, ki kaže kako lev požira bika. Pod njim so reliefi na katerih Medijci in Arahozijci prinašajo živali in posode s hrano ali vodo. Mogoče ti motivi predstavljajo star zoroastrski običaj žrtvovanja. Srednja plošča prikazuje dve grupi po devet stražarjev. Ostali trije reliefi vsebujejo trojezične napise Kseksesa II. in krilate diske (simbol Ahure Mazde) z bočnimi sfingami.
JZ vhod v palačo vodi skozi velik portal, na katerem so reliefi s stražarji. Za tem so še ena vrata, ki vodijo v glavno dvorano v kateri so mnogi reliefi s prikazi borbe kralja proti divjim živalim. Taki reliefi so tudi drugod in simbolizirajo tudi borbo dobrega in zla in mogoče tudi astrološke teme. V sklopu palače je tudi kopališče, tudi z reliefi kralja, ki se pripravlja na ceremonijo. Na tleh so vidni ostanki rdečega tlaka. V palači so našli tudi napise, ki datirajo iz islamskega obdobja. Pod monumentalnim stopniščem se je nahajalo kraljevo dvorišče obkroženo z drugimi palačami. Nad vsemi portali so trojezični napisi v klinopisu.

### Tripilon
Dvorana palače ali Kserksova soba za posvete, imenovana Tripilon glede na trojezični napis o tem. Nahaja se v centralnem delu kompleksa. V dvorano se pride po severnem stopnišču okrašenem z reliefi. Južno stopnišče se danes hrani v Iranskem nacionalnem muzeju v Teheranu. Odpiralo se je v hodnik z okrašenimi vrati. Reliefi kažejo:
- zgoraj Darej stoji na prestolu pred Kserksom, ki ga krona za princa, zakrita sta s streho okrašeno s simboli božanstev, bikov, levov in cvetja; kralj in princ v roki držita palmovo listje, simbol plodnosti.
- Spodnji del kaže poslance 28 držav cesarstva, ki prihajajo h kralju.

Ta motiv jasno govori o tem, kako je Darej imenoval svojega sina Kserksesa kot legitimnega naslednika na prestolu.

### Hadish
Hadish ali Kserksova palača se nahaja južno od Tripilona in je zgrajena po tipologiji Taçare (Darejeve palače) a ima dvakrat večji tloris. Osrednja dvorana ima 36 stebrov iz kamnitih baz in lesenih stebrov večjega premera, ki pa niso ohranjeni. Na zahodu in vzhodu je Hadish obkrožen z majhnimi sobami in hodniki s portali z reliefi. Prikazujejo kraljevo procesijo, kjer podanik drži sončnik Kseksesu I.. Južni del palače je apartma s čudno vlogo: nekateri menijo, da so bile to kraljičini prostori, drugi da je bila to zakladnica ali skladišče. Dostop do Hadisha vodi preko dvorišča pred katerim je monumentalno stopnišče. Tudi stopnišče je okrašeno z reliefi podobnimi kot na Taçari. Beseda Hadish je starodavna perzijska beseda za palačo in je zapisana v enem od prostorov v palači, kot tudi ime Kserkses, ki je zapisano celo na štirinajst mestih.

### Dvorana sto stebrov
Dvorana sto stebrov, tudi prestolna dvorana je kvadratne oblike, velikosti 70 x 70 m in je najbrž največja v kompleksu. Ko so jo odkrili je bila prekrita z zemljo in cedrovim pepelom debeline do 3 m. Zaradi požara so se ohranile samo baze stebrov in kamniti okviri portalov. Severno od palače stoji velik portal z dvema ogromnima skulpturama bikov, ki služita kot osnova stebrom visokim 18 m. Portalni vhod je okrašen z reliefi na obeh straneh in prikazujejo Ahura Mazdo, kralja na prestolu in tri vrste vojakov in kraljeve straže. Ti motivi kažejo kako bog ščiti kralja in vojsko oziroma kako je kraljeva oblast legitimna.
Tudi palača je bila okrašena s številnimi reliefi, ki so dobro ohranjeni in predstavljajo bike, leve, cvetje in rastlinje. Na drugi strani južnih vrat so motivi, ki simbolizirajo podložnost vseh narodov perzijskemu vladarju. Vojaki stojijo v petih vrstah in jih prepoznamo po laseh in orožju. Sporočila take vrste se v glavnem nanašajo na kohezijo in blaginjo imperija in so bile naslovljene predvsem na različne diplomate oziroma kraljeve vazale, ki so obiskali Perzepolis zaradi spoštovanja, trgovine, administracije in plačevanja davkov. Klinopis priča o oceni bogastva, ki je šlo skozi ta vrata. Reliefi na S in J strani so torej bolj političnega značaja, na V in Z pa kažejo borbe kralja z divjimi živalmi ali z bogom zla Ahrimanom, ki simbolizira kraljevo hrabrost in pobožnost.

### Zakladnica
Zakladnica je skupina pravokotnih zgradb, ki jih zgradil Darej I. in se nahaja na JV delu terase na površini 10.000 m². Glavni prostori sta dve veliki dvorani, katerih streho je podpiralo 100 kamnitih ali lesenih stebrov. Tu so našli zapise na lesu in glini, ki vsebujejo podatke o plačevanju delavcev, ki so delali na kompleksu. Plutarh je zapisal, da je bilo v času Aleksandra Velikega potrebno 10.000 mul in 5.000 kamel za transport dragocenosti iz zakladnice. V skladu z najdenimi dokumenti, je v zakladnici leta 467 pr. n. št. delalo 1348 ljudi.
Zakladnico se večkrat obnavljali. Mnogi najdeni zapisi so na masivnih blokih iz diorita in jih pripisujejo Dareju Velikemu. Eden od reliefov se danes nahaja v Teheranskem muzeju. Prikazuje Dareja Velikega, ki sedi na prestolu in sprejema obiskovalce, ki mu poljubljajo desno roko. Kserkses I. stoji za očetom skupaj s perzijskimi plemiči.

### Garnizija in dvorana 32 stebrov
Med Dvorano stotih stebrov in goro se nahaja prostor za služinčad, vojsko in administracijo. Tu so našli 30.000 napisov v elamskem jeziku. Po zapisih Diodora iz Sicilije in Kvinta Kurcija Rufa, je Aleksander tukaj pustil 3.000 vojakov, kar govori o kapaciteti garnizije. Severno od vojašnice so ostanki prostorov z 32 stebri, za katero niso ugotovili namena.

### Harem in muzej
Vhod v harem je z južne strani Dvorane stotih stebrov. Zgradba ima obliko črke »L« z glavnim krilom v smeri S-J. Osrednji del je kolonada, na severu pa zaprto dvorišče s portalom. Vhodna dvorana imajo štiri stebre, vrata so okrašena s številnimi reliefi s podobno vsebino kot drugje. Na južnem delu je 25 apartmajev od katerih je vsak hipostil oziroma dvorana s 16 stebri. Zgradba ima dve stopnišči, ki jo spajajo s Hadishem in dve dvorišči, ki sta bili verjetno zaprti.
Zgodovinarji si niso enotni ali je bil to harem ali kraljičini prostori. Kvaliteta reliefov kaže na pomembnost zgradbe. Zgradbo je odkopal in delno obnovil E. Hertzfeld glede na analize temeljev. Nekateri obnovljeni prostori služijo za muzej.
Muzej vsebuje mnogo najdenih predmetov:
- posodo, krožnike, čaše iz terakote, keramične ploščice;
- kovance;
- razno orodje: zidarsko, tesarsko, kuhinjski pribor,...;
- ostanke tkanin in lesa
- ostanke kovin
- Vrezane napise

Razstavljeni so tudi predmeti, ki datirajo v kasnejša obdobja (sasanidsko in islamsko), pa tudi iz prazgodovine. Raznolikost najdenih dokumentov in predmetov daje sliko o življenju in delu iz tega obdobja.
- Parfum v marmorni posodi
- Marmorna plošča (Muzej Perzepolis)
- Posoda za drobljenje
- Vaza z okrašenimi ročaji
- Kamniti krožniki
- Kamnita posoda
- Glineni riton okrašen z animalističnimi elementi
- Oko s kipa

## Okolica
Mnogi artefakti so bili najdeni tudi v okolici izven obzidja in terase. To so predvsem ostanki vrtov, domovanj in kraljeve grobnice iz časa Ahamenidov. Zunaj obzidja se nahaja tudi vodovodna mreža, ki jo še danes odkrivajo.

### Naselja
Ruševine naselja, ki še niso v celoti raziskane, se nahajajo 300 m južno od terase Perzepolisa. Gre za več domovanj, ki so bila verjetno namenjena ljudem iz višjih slojev (plemiči, bogati trgovci), kar sklepajo iz tipologije zgradb.

### Vrtovi
Nedavne arheološke raziskave v okolici Perzepolisa so odkrile ruševine perzijskega sistema namakanja vrtov, ki so se nahajali izven obzidja. Del tega je bilo poškodovano v času proslave ob 2500 letnici monarhije v Iranu, del pa tudi med revolucijo in zaradi izgradnje asfaltirane ceste. Vrtovi so bili oblikovani po zgledu iz Pasargada. Kraljevi kompleks je postavljen na nekoliko višjo teraso kot okoliški vrtovi. Vsi vrtovi so poimenovani pairidaez, kar je perzijska beseda za raj.

### Cevovodno omrežje
Sistem cevovodov pod teraso Perzepolisa in v okolici je še vedno precej neraziskan. Do sedaj so našli več kot 2 km kanalov dimenzij od 60 do 160 cm širine in zakopanih od 80 cm do nekaj metrov globoko. V kanalih so sedimenti, ki so koristni pri raziskavah. Težava pri teh raziskavah je, da z odstranitvijo sedimentov povzročijo propadanje strukture najdb. Zarade te mreže cevovodov smatrajo, da je Perzepolis prvo mesto, ki je imelo drenažni sistem.

### Kraljeve grobnice
Nekaj deset metrov severovzhodno od kompleksa terase, v skalah Kuh- e Ramat, sta vklesani dve veliki kraljevski grobnici. Grobnice pripisujejo perzijskima vladarjema Artakserksu II. in Artakserksu III.. Obe grobnici sta obdani z izrezljanimi skulpturami, katerih glavni element pročelja so stebri, arhitrave in stranski zidovi. Te grobnice, skupaj s tistimi v Naksi- e Rustamu, so omogočile boljše razumevanje iranske arhitekture iz obdobja dinastije Ahemenidov. Na vrhu grobnice Artakserksa III. je prikazan kralj na prestolu na treh ravneh, pred svetim ognjem in Ahura Mazdo. Zidovi vsebujejo trojezični napis, ki je značilen za perzijsko arhitekturo iz časa Dareja Velikega. Grobnici se razlikujeta v podrobnostih. Na jugu so našli ostanke nedokončane tretje grobnice, ki jo pripisujejo zadnjemu Achaemenidskemu kralju Dareju III.. Ob vznožju gore, 1 km severno od terase, so našli ostanke grobnic, ki segajo v obdobje po Ahemenidih.

## Klinopisi
Pri izkopavanju sta Ernst Herzfeld in Frederich Erich Schmidt našla dva velika arhiva napisov v klinopisu v glini in lesu.
Prvi arhiv je poznan pod imenom »Ploščice z utrdbe Perzepolisa«, ker so jih našli na območju utrdbe na SV kompleksa terase. Vsebuje okoli 30.000 ploščic, od katerih jih je 6.000 čitljivih. Še do danes niso v celoti razjasnjene. Gre za administrativne dokumente iz let 506 in 497 pr. n. št. v elamskem jeziku. Ostali jeziki so aramejski (dešifriranih je okoli 500 besedil), akadski, grški, staroperzijski in jeziki Anatolije ter drugi.
Najdene zapise lahko delijo v podskupine. Ena predstavlja dokumente o transportu blaga po cesarstvu in register računov kar daje vpogled v razumevanje funkcioniranja države. Nekateri zapisi vsebujejo celo imena delavcev v zakladnici in žena iz ahemenisdke dinastije.
Druga skupina se imenuje »Ploščice iz zakladnice Perzepolisa« in vsebuje 139 kosov vplačil v zlatu in srebru med letoma 492 in 458 pr. n. št. Na njih je tudi nekaj kraljevih pečatov.
Zapisi predstavljajo neprecenljivo vrednost zgodovinske dediščine, ki je doprinesla k boljšemu razumevanju elamskega in staroperzijskega jezika in političnih ter verskih običajev Ahemenidov.